# 诺姆·库克
诺尔曼·库克（英語：Norman Cook，1955年3月21日—），美国NBA联盟前职业篮球运动员。他在1976年的NBA选秀中第1轮第16顺位被波士顿凯尔特人选中。